# Рідне Прибужжя
Рідне Прибужжя —  миколаївська обласна газета.
Виходить тричі на тиждень у вівторок, четвер та суботу. Перший випуск побачив світ 5 січня 1991 року. Розповсюджується у Миколаєві та області. Друкується газета у форматі A2, обсяг — 4 сторінки, спеціальні випуски мають 8 сторінок.
У квітні 2019 Миколаївська облрада ухвалила рішення про роздержавлення газети. А ще раніше газету відселили з займаного нею приміщення.